# 一宮市立玉堂記念木曽川図書館
一宮市立玉堂記念木曽川図書館（いちのみやしりつぎょくどうきねんきそがわとしょかん）は、愛知県一宮市木曽川町にある公共図書館。2001年（平成13年）に葉栗郡木曽川町の木曽川町立図書館として開館し、2004年（平成16年）に玉堂記念木曽川図書館に改称、2005年の合併を機に現在の名称に改称した。4館ある一宮市立図書館のひとつである。

## 歴史

### 年表
- 2001年（平成13年）：葉栗郡木曽川町の木曽川町立図書館として開館。
- 2004年（平成16年）：玉堂記念木曽川図書館に改称。
- 2005年（平成17年）：木曽川町・一宮市・尾西市の合併に伴って一宮市立玉堂記念木曽川図書館に改称。

### 開館前
葉栗郡木曽川町は2005年まで愛知県の北西端にあった自治体であり、日本画家の川合玉堂の生誕地である。川合玉堂の7回忌が行われた1963年（昭和38年）5月、美術商有志や木曽川町議会・木曽川町教育委員会が協力し、木曽川町外割田の生家跡地に近い愛知県道沿いに生誕地碑が建立された。岐阜県加茂郡八百津町の木曽川で採取された自然石が用いられている。
木曽川町には蔵書数約2万冊の木曽川町中央公民館図書室があった。図書館の建設を求める住民の声を踏まえて、木曽川町は1996年（平成8年）に川合玉堂の生家跡地を取得。1997年（平成9年）4月には図書館準備室を設置し、1997年度（平成9年度）から建設予算を計上して設計を進めた。1999年（平成11年）3月には図書館の概要がまとまり、玉堂生家跡地への建設が決定した。
プロポーザル方式で設計業者を選定し、1999年6月30日に建設工事を着工、2000年（平成12年）9月に竣工、2001年（平成13年）3月24日に竣工式を行った。この間の2000年8月には木曽川町中央公民館図書室が閉室している。図書館の開館にともなって、生誕地碑は図書館の南側玄関脇に移された。

### 開館後
2001年（平成13年）4月に鉄筋コンクリート造3階建の木曽川町立図書館が開館した。総事業費は約12億1500万円。木曽川町時代の住所は愛知県葉栗郡木曽川町大字外割田字西郷中25番地。開館した2001年度（平成13年度）時点の蔵書数は57,325冊であり、児童書が約13,000冊を占めていた。開館時から一宮市・尾西市の2市の在住者に対する広域貸出を行っている。同年中には木曽川町町制95周年記念事業として、「玉堂美術館所蔵 川合玉堂展」、「川合玉堂展記念講演会」を開催している。
2002年（平成14年）4月には2市1町に稲沢市・祖父江町・平和町を加えた3市3町に対して広域貸出を拡大した。映画の上映会や作品展なども開催しており、2002年にはブックスタート事業を開始した。2004年（平成16年）には東京都青梅市の玉堂美術館からの承諾を受けて、木曽川町立図書館から玉堂記念木曽川図書館に改称した。

### 合併後
2005年（平成17年）には木曽川町と旧一宮市と尾西市が合併して新一宮市が発足したため、玉堂記念木曽川図書館は一宮市立玉堂記念木曽川図書館に改称した。2005年10月から11月には、図書館や一宮市民などが所蔵する玉堂の日本画25点を紹介する展覧会を行った。25点の大半が未公開作品であり、玉堂唯一の自画像なども展示された。

## 特色
| 一宮市立玉堂記念木曽川図書館のフロア案内 | 一宮市立玉堂記念木曽川図書館のフロア案内                   |
| ---------------------------------------- | ---------------------------------------------------------- |
| 1階                                      | 一般開架室、児童開架室、新聞・雑誌コーナー、AVコーナーなど |
| 2階                                      | レファレンス室、視聴覚室、生涯学習室など                   |
| 3階                                      | 玉堂記念展示室、展示室、ギャラリー、日本庭園など           |

玉堂記念木曽川図書館は川合玉堂の生家跡地に建設されている。名鉄名古屋本線 新木曽川駅から徒歩15分の場所にあり、一宮市循環バス（i-バス）木曽川・北方コース「玉堂記念木曽川図書館」下車、または名鉄バスイオンモール木曽川行「外割田」下車でもアクセス可能である。 
設計は名古屋市の青島設計。建築面積は908m2、延床面積は2,414m2。鉄筋コンクリート造3階建であるが、中央部の切妻屋根、軒裏の化粧垂木などに和風建築の要素を取り入れている。1階と2階は図書館フロアであり、3階に玉堂記念展示室や日本庭園などが設置されている。川合玉堂の息子である川合修二から遺影とともに寄贈された『跳鯉』（一宮市指定有形文化財）は、一宮市立玉堂記念木曽川図書館に所蔵されている。